# Abridged Pause Recordings
Abridged Pause Recordings – niezależna wytwórnia płytowa założona przez kanadyjsko-amerykańskiego muzyka Alexandre Julien w lutym 2008 roku. Jej siedziba znajduje się w Montrealu, Quebec, Kanada. Początkowo jako wytwórnia płytowa post-black metal, post-metal, post-rock i ambient, Abridged Pause Recordings od tego czasu skupiła się wyłącznie na wydawaniu muzyki z własnych zespołów i projektów Juliena.
Abridged Pause Recordings jest jednym z wielu wydawnictw należących do firmy Abridged Pause Enterprises, która obejmuje również Mortified Studios, Abridged Pause Publishing, Abridged Pause Apparel, Abridged Pause Productions i Abridged Pause Blog.

## Abridged Pause Recordings wydanie
- APR1: Various Artists – Diluvian Temperals (2009)
- APR2: Phlegma / Stagnant Waters – Sea Of Abandoned Polaroids (2009)
- APR3: Vision Eternel – Abondance De Périls (2010)
- APR4: Beyond The Dune Sea – Beyond The Dune Sea (2010)
- APR5: Kailash – Past Changing Fast: Faster Ahead (2012)
- APR6: Vision Eternel – The Last Great Torch Song (2012)
- APR7: Soufferance – Travels (2013)
- APR8: Soufferance – Adieu Tristesse (2013)
- APR9: Soufferance – Bonjour Tristesse (2013)
- APR10: Soufferance – Memories Of A City (2014)
- APR11: Vision Eternel – Echoes From Forgotten Hearts (2015)
- APR12: Vision Lunar – Phase One (2006-2009) (2015)
- APR13: Vision Lunar – Luna Subortus (2015)
- APR14: Vision Eternel – An Anthology Of Past Misfortunes (2018)
- APR15: Vision Eternel – For Farewell Of Nostalgia (2020)

## Abridged Pause Recordings artystów
- Dreams Of The Drowned (2008–2010)
- Black Autumn (2008–2016)
- Vision Eternel (2008–teraz)
- Ethereal Beauty (2008–2010)
- Parabstruse (2009)
- Black Sand And Starless Nights (2009–2016)
- Ancestral (2009)
- Feos (2009–2010)
- Smohalla (2009–2012)
- Kailash (2009–2012)
- Pet Slimmers Of The Year (2009–2016)
- Somnam (2009–2016)
- Semiosis (2009–2010)
- Tower (2009–2011)
- Sveta Istina Vještica (2009)
- Last Minute To Jaffna (2009–2012)
- Omega Centauri (2009–2012)
- Dying Sun (2009–2013)
- Phlegma (2009–2010)
- Stagnant Waters (2009–2010)
- The Zyphoid Process (2009)
- Great White North (2009–2011)
- Beyond The Dune Sea (2010–2012)
- Bonfires For Nobody (2010)
- Orpheus (2011–2013)
- Valleys Of The Living (2011–2013)
- Fear The Setting Sun (2012)
- My Talking Pua (2012)
- Seven Nines & Tens (2012–2013)
- Wavre (2012–2013)
- Citadel Swamp (2012–2016)
- Brainscan (2012–2016)
- Černá (2012–2016)
- Oceanus (2012–2013)
- Soufferance (2013–teraz)
- Den Andre Lys (2015–2016)
- Éphémère (2015–2016)
- Cara Neir (2015–2016)
- Sky Flying By (2015–2016)
- Feast (2015–2016)
- Spectrale (2015–2016)
- Vision Lunar (2015–teraz)
- In Cauda Venenum (2015–2016)
- Sorrowbringer (2015–2016)
- Cetus (2015–2016)
- Ossific (2015–2016)
- The Sound Of Rescue (2015–2016)